# Stephens County (Texas)
Stephens County je okres ve státě Texas v USA. K roku 2010 zde žilo 9 630 obyvatel. Správním městem okresu je Breckenridge. Celková rozloha okresu činí 9 630 km².